# Fedora (Linux)
Fedora is de directe opvolger van de niet-commerciële versie van de Red Hat Linuxdistributie. Red Hat besloot in 2003 zich volledig te richten op de zakelijke markt. De ontwikkeling van de variant voor thuisgebruikers werd verplaatst naar de gemeenschap (dat proces is overigens nog steeds bezig). Fedora Core 1 werd de nieuwe naam voor de opvolger van Red Hat Linux 9. De commerciële Linuxdistributie die hieruit voortkwam heet Red Hat Enterprise Linux (RHEL) en is op Fedora gebaseerd. Fedora is beschikbaar voor 64-bit x86-64- en ARM-apparaten, en voor 32-bit ARM-hfp.

## Bijzonderheden

### Ontwikkeling
Het Fedoraproject houdt zich tegenwoordig bezig met de ontwikkeling van Fedora. Voor die tijd had het Fedoraproject als doelstelling om software in de vorm van RPM-bestanden beschikbaar te maken voor de Red Hat-gebruikers.
Fedora heeft buiten zijn directe functie als desktopdistributie ook nog een andere belangrijke functie: met het Fedoraproject hoopt Red Hat een grote gebruikersgroep te creëren die actief meeontwikkelt aan Fedora. Red Hat helpt, zeker in het begin, nog hard mee aan de ontwikkeling, maar naarmate de tijd verstrijkt moet de gemeenschap zich steeds meer zelf ontwikkelen. Red Hat neemt hiervan alle goede ontwikkelingen over in haar serversoftware.
Fedora heeft een agressief ontwikkelprogramma: ze probeert elk halfjaar een nieuwe distributie uit te brengen. Hiermee krijgt Red Hat ervaring met technieken die geïmplementeerd gaan worden in hun "Enterprise Linux", zoals de Linux Standard Base (LSB) en de beveiliging van SELinux.

### Pakketbeheer
Fedora maakt gebruik van het programma DNF (als opvolger van YUM) om RPM-pakketten te installeren. Een front-end voor dit programma is bijvoorbeeld PackageKit.

### Voorgeschiedenis
Het Fedoraproject was vóór Fedora 7 onderverdeeld in meerdere kleinere projecten:
- De Fedora Core. Deze distributie vormde de kern van een Fedorasysteem. Deze besloeg 3 à 5 cd's.
- De Fedora Extras. Deze bron bevatte vele softwarepakketten ter aanvulling van Fedora Core.

Na Fedora Core 6 was er geen scheiding meer tussen Fedora Core en Fedora Extras, het resultaat van de samenvoeging kreeg simpelweg de naam Fedora en de eerste versie hiervan was Fedora 7.

### Werkomgevingen
Fedora's standaard grafische werkomgeving is GNOME; Fedora was trouwens de eerste belangrijke distributie die GNOME standaard gebruikte. Andere omgevingen zoals KDE, Xfce, LXDE, LXQt, MATE en Cinnamon zijn ook beschikbaar als Fedora-afgeleide uitgaves.

### Edities
Fedora werd gedistribueerd in een dvd-editie, die zowat alle belangrijke software uit de pakketbronnen bevat en meer geavanceerde functies biedt in het installatieprogramma Anaconda. 
Sinds de komst van breedbandinternet kunnen gebruikers Linuxdistributies als images, ISO- of hybride ISO-bestanden downloaden. Met een hybride ISO-bestand kan een live-medium gemaakt worden, zoals een live-USB waarmee de distributie geïnstalleerd kan worden. Verder worden er ook zogenaamde "spins" aangeboden: speciale ISO-bestanden met andere standaardsoftware, elk bedoeld voor een specifieke groep gebruikers. Daarnaast zijn er ook "re-spins": geüpdatete versies van een bepaalde Fedora-editie. Er is ook Eeedora, een versie speciaal ontwikkeld voor de Asus EEE PC.
| Versie                 | Uitgave    | Ondersteuning stopt | Kernel | GNOME |
| ---------------------- | ---------- | ------------------- | ------ | ----- |
| 1 (Yarrow)             | 2003-11-06 | 2004-09-20          | 2.4.22 | 2.4   |
| 2 (Tettnang)           | 2004-05-18 | 2005-04-11          | 2.6.5  | 2.6   |
| 3 (Heidelberg)         | 2004-11-08 | 2006-01-16          | 2.6.9  | 2.8   |
| 4 (Stentz)             | 2005-06-13 | 2006-08-07          | 2.6.11 | 2.10  |
| 5 (Bordeaux)           | 2006-03-20 | 2007-07-02          | 2.6.15 | 2.14  |
| 6 (Zod)                | 2006-10-24 | 2007-12-07          | 2.6.18 | 2.16  |
| 7 (Moonshine)          | 2007-05-31 | 2008-06-13          | 2.6.21 | 2.18  |
| 8 (Werewolf)           | 2007-11-08 | 2009-01-07          | 2.6.23 | 2.20  |
| 9 (Sulphur)            | 2008-05-24 | 2009-07-10          | 2.6.25 | 2.22  |
| 10 (Cambridge)         | 2008-11-25 | 2009-12-18          | 2.6.27 | 2.24  |
| 11 (Leonidas)          | 2009-06-09 | 2010-06-25          | 2.6.29 | 2.26  |
| 12 (Constantine)       | 2009-11-17 | 2010-12-02          | 2.6.31 | 2.28  |
| 13 (Goddard)           | 2010-05-25 | 2011-06-24          | 2.6.33 | 2.30  |
| 14 (Laughlin)          | 2010-10-29 | 2011-12-08          | 2.6.35 | 2.32  |
| 15 (Lovelock)          | 2011-05-24 | 2012-06-26          | 2.6.38 | 3.0   |
| 16 (Verne)             | 2011-11-08 | 2013-02-12          | 3.1    | 3.2   |
| 17 (Beefy Miracle)     | 2012-05-29 | 2013-07-30          | 3.3    | 3.4   |
| 18 (Spherical Cow)     | 2013-01-15 | 2014-01-14          | 3.6    | 3.6   |
| 19 (Schrödinger's Cat) | 2013-07-02 | 2015-01-06          | 3.9    | 3.8   |
| 20 (Heisenbug)         | 2013-12-17 | 2015-06-23          | 3.11   | 3.10  |
| 21                     | 2014-12-09 | 2015-12-01          | 3.17   | 3.14  |
| 22                     | 2015-05-26 | 2016-07-19          | 4.0    | 3.16  |
| 23                     | 2015-11-03 | 2016-12-20          | 4.2    | 3.18  |
| 24                     | 2016-06-21 | 2017-08-08          | 4.5    | 3.20  |
| 25                     | 2016-11-22 | 2017-12-12          | 4.8    | 3.22  |
| 26                     | 2017-07-11 | 2018-05-29          | 4.11   | 3.24  |
| 27                     | 2017-11-14 | 2018-11-30          | 4.13   | 3.26  |
| 28                     | 2018-05-01 | 2019-05-28          | 4.16   | 3.28  |
| 29                     | 2018-10-30 | 2019-11-26          | 4.18   | 3.30  |
| 30                     | 2019-05-07 | 2020-05-26          | 5.0    | 3.32  |
| 31                     | 2019-10-29 | 2020-11-24          | 5.3    | 3.34  |
| 32                     | 2020-04-28 | 2021-05-25          | 5.6    | 3.36  |
| 33                     | 2020-10-27 | 2021-11-30          | 5.8    | 3.38  |
| 34                     | 2021-04-27 | 2022-06-07          | 5.11   | 40    |
| 35                     | 2021-11-02 | 2022-12-13          | 5.14   | 41    |
| 36                     | 2022-05-10 | 2023-05-16          | 5.17   | 42    |
| 37                     | 2022-11-15 | 2023-12-05          | 6.0    | 43    |
| 38                     | 2023-04-18 | 2024-05-14          | 6.2    | 44    |
| 39                     | 2023-11-07 | 2024-11-12          | 6.5    | 45    |
| 40                     | 2024-04-23 | 2025-05-13          | 6.8    | 46    |
| 41                     | 2024-10-29 | 2025-05-13          | 6.11   | 47    |
| 42                     | 2025-04-22 | nog onbekend        | ?      | 48    |